# Назаренко, Виктор Иванович
Ви́ктор Ива́нович Назаренко (1931—2012) — советский и российский учёный-экономист, специалист в области экономики и организации сельского хозяйства, академик ВАСХНИЛ (1982), лауреат премии имени А. В. Чаянова РАН (2011).

## Биография
Родился 29 мая 1931 года в городе Грозный.
В 1955 году — окончил Московский государственный институт международных отношений МИД СССР.
С 1955 по 1977 год — работает во ВНИИ экономики сельского хозяйства, пройдя путь от аспирант до заместитель директора по научной работе.
В 1973 году — защитил докторскую диссертацию, в 1987 году — присвоено учёное звание профессора.
С 1977 по 1982 год — директор ВНИИ информации и технико-экономических исследований по сельскому хозяйству.
В 1982 году — избран академиком ВАСХНИЛ (член-корреспондент с 1978).
С 1982 по 1988 год — главный ученый секретарь Президиума ВАСХНИЛ.
С 1988 по 2002 год — директор ВНИИ информации и технико-экономических исследований агропромышленного комплекса.
С 2003 года — руководитель Центра аграрной политики Института Европы РАН.
Умер 7 августа 2012 года.

## Научная деятельность
Видный специалист в области экономики и организации сельского хозяйства России и зарубежных стран.
Является одним из основателей нового направления в аграрной экономической науке — «Экономика мирового сельского хозяйства и сельского хозяйства России в системе мирохозяйственных связей».
Научные труды посвящены зарубежному опыту рыночного реформирования сельскохозяйственного производства, системам сбыта и внешней торговли продовольствием, государственному протекционизму производства и реализации сельскохозяйственной продукции, а также возможным последствиям вступления России в ВТО.
Ведущий автор статистического справочника «Сельское хозяйство России и зарубежных стран».
Рекомендации, предложения и выводы, содержащиеся в экономических работах ученого, использованы в концепциях: «Продовольственная программа России», «Продовольственная безопасность России»; в документе «Государственное регулирование рынка России»; при создании вертикально-интегрированных объединений в России; в подготовке международных соглашений по сельскому хозяйству.
Подготовлено 115 проблемных и аналитических записок в правительственные органы по актуальным вопросам аграрной экономики.
Автор 320 научных трудов, в том числе 50 книг и брошюр, из них 5 монографий.

## Общественная деятельность
- эксперт ООН и Продовольственной и сельскохозяйственной организации ООН
- действительным член Международного комитета по миру и продовольствию
- член международной Ассоциации экономистов сельского хозяйства (1958), Европейской Ассоциации экономистов сельского хозяйства (1975), Академии экономических наук и предпринимательской деятельности (1992).

- Экономика мясного скотоводства США. — М.: Колос, 1966. — 135 с.
- Некоторые тенденции размещения сельскохозяйственного производства в развитых капиталистических странах / Соавт.: Н. В. Румянцева и др. — М., 1977. — 114 с.
- Мировые экономические проблемы / ВНИИТЭИагропром. — М., 1991. — 100 с.
- Проблемы развития АПК экономики переходного периода / НИИТЭИагропром. — М., 1993. — 110 с.
- Государственное регулирование сельского хозяйства в странах с развитой рыночной экономикой / Соавт. А. Г. Папцов; НИИТЭИагропром. — М., 1995. — 83 с.

## Награды
- орден Трудового Красного Знамени (14.04.1981)
- Медаль «В память 850-летия Москвы» (1997)
- Премия имени А. В. Чаянова (2011) — за серию работ в области аграрной экономики
- медали ВДНХ